# Mamadou Wagué
Mamadou Wagué (Saint-Brieuc, 19 augustus 1990) is een Franse voetballer (middenvelder) die sinds 2009 voor de Franse eersteklasser Le Mans UC uitkomt.
Wagué speelde sinds 2009 reeds één wedstrijd voor de Franse U-19.